# خدر سرجي
 الخدر السَّرْجي أو  الخدار السرجي هو فقدانٌ للإحساس مرتبط بمنطقة الأرداف والعجان والسّطح الدّاخلي للفخذ، عند الفقرات العجزية (S3-S5). يكون مرافق عادةً لإصابات العمود الفقري مِثْلَ متلازمة ذنب الفرس (CES)، أو متلازمة المخروط النهائي (نهاية الحبل الشوكي) (CMS)، ولكن الفرق يكمن بكونه غير متناظر الجانب عند الإصابة بمتلازمة ذنب الفرس، فيما يكون متناظراً في إصابات نهاية الحبل الشوكي قد يكون أحد الأعراض الجانبية المؤقتة عند الحقن في المنطقة العجزية خارج الجافية.